# André Warnod

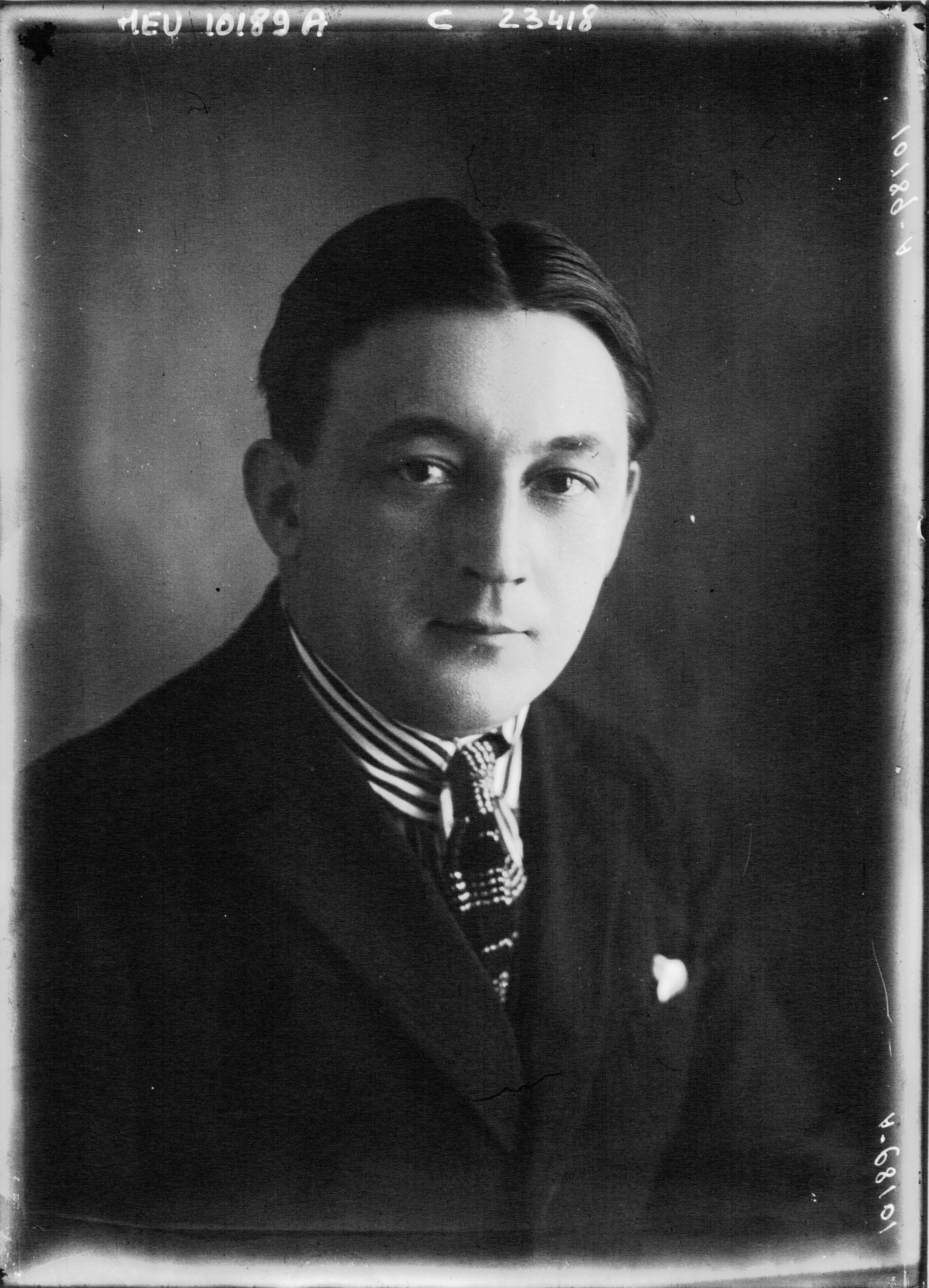
André Warnod

André Warnod (* 24. April 1885 in Giromagny; † 10. Oktober 1960 in Paris) war ein französischer Goguettier, Kunstkritiker, Schriftsteller und Zeichner. Er prägte den Begriff der modernen ersten École de Paris.

## Vita
Warnod studierte Kunst in Paris und arbeitete anschließend als Buchillustrator, zeichnete für verschiedene Magazine sowie Tageszeitschriften und ging der Tätigkeit des Kunstkritikers unter anderem für das Pariser Blatt Comedia nach.

## Veröffentlichungen (Auswahl)
- Le Vieux Montmartre (1913)
- Bals, cafés et cabarets (1913)
- La Brocante et les petits marchés de Paris (1914)
- Prisonnier de guerre, notes et croquis rapportés d'Allemagne (1915)
- Petites images du temps de guerre (1918)
- Lily, modèle, roman (1919)
- Miquette et ses deux compagnons, roman (1920)
- Les Plaisirs de la rue (1920)
- Les Bals de Paris (1922)
- La Belle sauvage, roman (1922)
- Les Berceaux de la jeune peinture: Montmartre, Montparnasse (1925)
- Trois Petites Filles dans la rue (1925)
- Gavarni (1926)
- Pépée ou la Demoiselle du Moulin-Rouge (1928)
- Lina de Montparnasse, roman (1928)
- Les Peintres de Montmartre, Gavarni, Toulouse-Lautrec, Utrillo (1928)
- Pour l'amour de Loulette, roman (1929)
- Visages de Paris (1930)
- L'Ancien théâtre Montparnasse. Notes de petite histoire (1930)
- Le Chèque volé, roman (1934)
- Pensions de famille et autres (1936)
- Cartouche bandit parisien, suivi de Rose Blanchon convulsionnaire, deux enfants de Paris sous Louis XV (1944)
- Allo, allo, ici la mort ! (1945)
- La Vraie Bohème de Henri Murger (1947)
- Ceux de la Butte (1947)
- Pascin (1954)
- Fils de Montmartre, souvenirs (1955)
- Grau-Sala (1958)
- Drôle d'époque, souvenirs (1960)

| Personendaten    | Personendaten                                                        |
| ---------------- | -------------------------------------------------------------------- |
| NAME             | Warnod, André                                                        |
| KURZBESCHREIBUNG | französischer Goguettier, Kunstkritiker, Schriftsteller und Zeichner |
| GEBURTSDATUM     | 24. April 1885                                                       |
| GEBURTSORT       | Giromagny                                                            |
| STERBEDATUM      | 10. Oktober 1960                                                     |
| STERBEORT        | Paris                                                                |